# منطقه حفاظت‌شده چاه کوچه
منطقهٔ حفاظت‌شدهٔ چاه کوچه یک منطقهٔ حفاظت‌شده با مساحت ۶۴۶۱۰ هکتار است که در استان کرمان در ایران قرار دارد. این منطقهٔ حفاظت‌شده طبق مصوبهٔ شمارهٔ ۷۴۵ در تاریخ ۹۷/۰۵/۰۱ در فهرست مناطق تحت حفاظت سازمان محیط زیست ایران قرار گرفت.